# Wspólnota administracyjna Schwäbisch Gmünd
Wspólnota administracyjna Schwäbisch Gmünd – wspólnota administracyjna (niem. Vereinbarte Verwaltungsgemeinschaft) w Niemczech, w kraju związkowym Badenia-Wirtembergia, w rejencji Stuttgart, w regionie Ostwürttemberg, w powiecie Ostalb. Siedziba wspólnoty znajduje się w mieście Schwäbisch Gmünd, przewodniczącym jej jest Wolfgang Leidig.
Wspólnota administracyjna zrzesza jedno miasto i jedną gminę wiejską:
- Schwäbisch Gmünd, 59 654 mieszkańców, 113,78 km²
- Waldstetten, 7 140 mieszkańców, 20,95 km²